# 哈雷迪猶太教

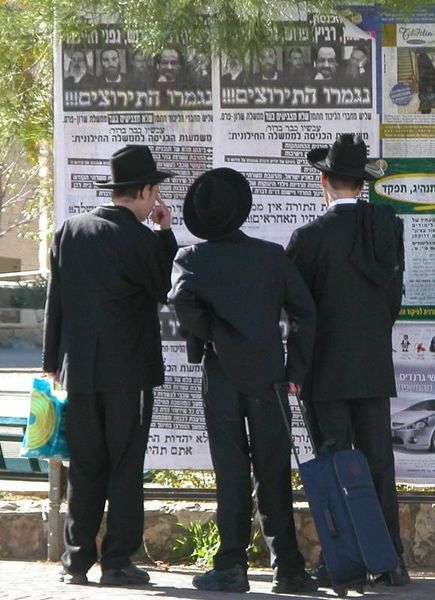
耶路撒冷的哈雷迪青年正在閱讀牆上的帕許開博報

哈雷迪犹太教（羅馬化：Yahadut Ḥaredit），又稱極端正統猶太教，是猶太教正統派中最保守的一支。哈雷迪教徒認為他們的信仰和宗教常規是直接傳承自摩西 ，他們對於從德國展開的哈斯卡拉運動的拒絕使哈雷迪教不同於現代正統猶太教。
哈雷迪最大的組織為哈巴德 ，儘管為同一教派在各地仍有各種不同意識形態、生活常規的心靈上或文化上的派別，從各種哈西迪派別、東歐的立陶宛猶太人一直到來自西方的賽法迪哈雷迪皆算是哈雷迪。
哈雷迪教徒主要分布在以色列、北美洲和西歐，並由於高出生率以致人數成長非常快，每隔12至20年人數便成長一倍；由於教徒的定義並不明確和缺乏完善的資料，確切人數相當難估計，2011年有一份報紙估計全世界有130萬哈雷迪教徒。近來世界各地的媒體也開始對哈雷迪產生濃厚的興趣，起因於在以色列和紐約哈雷迪所採行的男女隔離方式。

## 常規和信仰

### 對於猶太律法的觀點
哈雷迪代表了犹太基本主义的保守或狂热形式，与Gush Emunim的激进基本主义有所不同，强调对世俗世界的撤退和鄙视，以及创造一个替代世界，使托拉和其规定的生活不受外部影响。
哈雷迪犹太教并非一个机构上凝聚一致或同质的群体，而是包括一系列精神和文化取向的多样性，通常分为来自东欧的广泛的哈西德派法庭和立陶宛-叶史韦犹太传统派流以及东方的西班牙裔哈雷迪犹太人。这些群体在特定的意识形态、生活方式、宗教实践的严格程度、宗教哲学的刚性以及他们保持的与一般文化的隔离程度方面经常有很大的差异。
一些学者，包括一些世俗派和改革派犹太人，将哈雷迪犹太教描述为“激进的基本主义”。

### 生活模式和家庭
哈雷迪的生活強調以家庭為核心。在13歲至18歲（各地有不同的常規），男孩和女孩分別進入不同的學校修習摩西五經（男孩就讀叶史瓦，女孩則是seminary）。
哈雷迪教徒男子不可與非哈雷迪教徒女子談話。哈雷迪教徒女子亦不可與非哈雷迪教徒男子談話。而通常哈雷迪教徒不與非哈雷迪教徒交談，若是刻意接近哈雷迪教徒他們通常會快步離去。
哈雷迪女子成年禮在12歲，哈雷迪男子在14歲，女孩與男孩生活嚴格的分開，沒有接觸機會，哈雷迪教徒的婚配對象通常由家長介紹認識，或由哈雷迪宗教會介紹認識，婚前見面次數少於5次即結婚，結婚年齡女子約18歲，男子約20歲，哈雷迪男子在14歲起每天到宗教學校（torah 或 kolel）研讀猶太經典，婚後依然如此，且不從事工作，婦女為家庭主婦，由於教義禁止節育、推崇生養大批孩子，每個家庭約有6~15個孩子，以致大多數哈雷迪家庭生活困苦，經濟來源多為婦女打零工與仰賴政府發放福利金來維持生活（以色列政府每月給予$250至$370以色列新謝克爾（NIS）），即使如此生活仍非常困苦，甚至缺乏換洗衣物，2~3天才換洗一套衣服。1990年代起越來越多的哈雷迪婦女自願外出工作，成為家中經濟支柱，使哈雷迪婦女的家庭地位轉而提高，2006年以來許多哈雷迪女子期待接受外界的高等教育並進入一般社會生活，而大多數哈雷迪男子成年後仍選擇到宗教學校研讀傳統經典不事生產，哈雷迪生活目前緩慢轉變中。

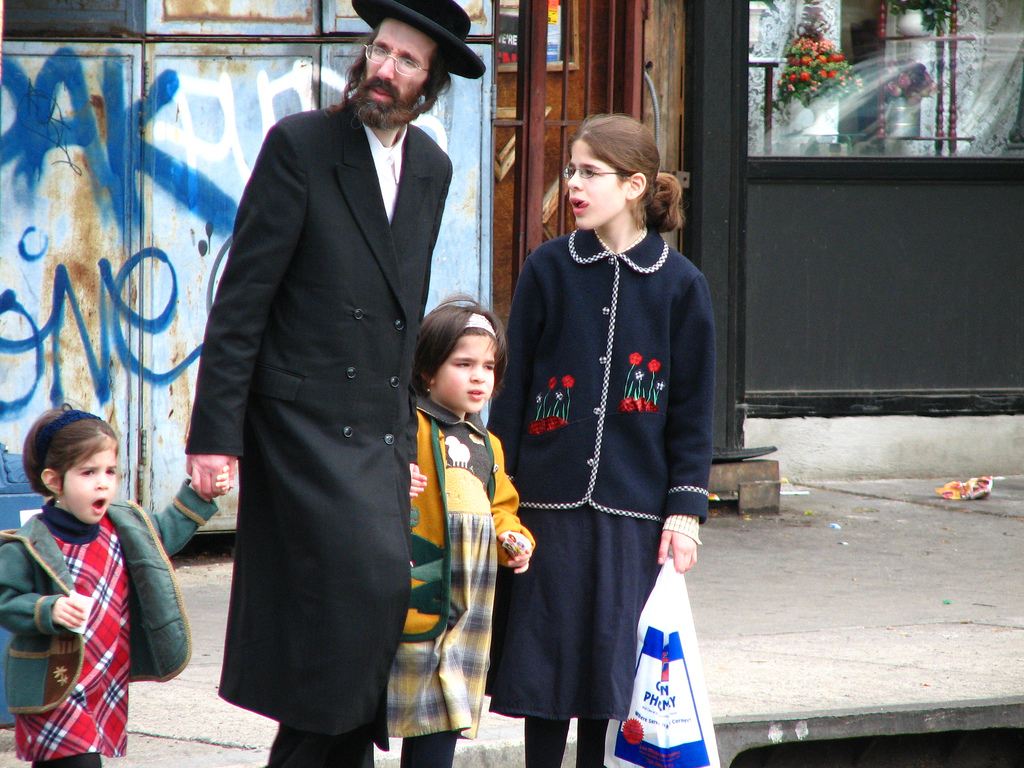
美國紐約市布魯克林威廉斯堡附近街上的哈雷迪一家人。

哈雷迪的祭司（拉比）強烈反對哈雷迪看電視或電影、閱讀非哈雷迪律法認可的報紙和使用未經過濾掉色情內容的網際網路；哈雷迪家中通常無電視、電腦，並嚴格禁止孩子接觸網路，但哈雷迪教徒並不拒絕某些現代科技產品與家電，如手機、冰箱、微波爐。也因此在以色列，有手機公司專門出產無法上網和其他遵循律法的手機給哈雷迪教徒使用，亦有電腦公司客製遵循猶太律法功能的電腦，如；可收發電子郵件、但無法上網、無法開啟影片、無法開啟音樂的電腦給哈雷迪的拉比使用。然而有越來越多的哈雷迪開始使用網路，證據之一便是網路上哈雷迪聊天室的人數越來越多。2012年5月在紐約花旗球場聚集了4萬名哈雷迪教徒討論網路的危險。
部分哈雷迪出版單位拒絕刊登女性的照片或圖片；2009年4月以色列一份遵循哈雷迪常規的報紙《Yated Ne'eman》刊登了新任以色列內閣照片，卻更改圖片將兩位女性閣員從照片上去除，另外一家報紙則直接將女性閣員塗黑。

### 穿著
許多哈雷迪教徒認為衣著相當重要，因為能夠表現他們的認同和區別於其他教派者。
女性穿著長裙、長袖和高領衣，因經典中規定已婚女子不可露出小腿、手肘以及鎖骨。
男性在禱告和外出時身穿及膝黑衣外套、白襯衫、黑長褲、頭戴寬扁帽，或戴基帕，蓄長鬍，經典中規定男子不可修剪鬍子的兩邊及鬢髮，所以男子兩鬢通常各有一搓螺旋狀捲曲且搖曳的鬢髮。

## 人口分布和與外界的關係

### 地理分布
估計哈雷迪的人數相當困難，且許多研究可能都嚴重低估人口總數，這是因為哈雷迪教徒普遍相當不願或不情願接受研究和人口普查。但是所有的研究都指出哈雷迪人口的成長率極高，且有非常多的年輕人口。
| 國家   | 年分 | 人口            | 平均成長率 |
| ------ | ---- | --------------- | ---------- |
| 以色列 | 2006 | 444,000–795,000 | 6%         |
| 美国   | 2006 | 468,000         | 5.4%       |
| 英国   | 2007 | 22,800–36,400   | 4%         |

其他擁有相當哈雷迪人數的國家還包括加拿大、法國、比利時、荷蘭、瑞士、奧地利、南非和澳大利亞。

### 以色列
以色列是擁有最多哈雷迪人口的國家，約70萬人（全國猶太人總數約為600萬人）；主要族群來自於中歐猶太人，另外約有20%則是來自於亞系猶太人。在以國主要的聚集地則是耶路撒冷、貝內貝拉克、莫迪因伊利特、貝特伊利特、貝特謝梅什、阿什杜德、采法特和埃爾阿德。另外在南部建立兩座哈雷迪城市（Kasif和Harish）也正在計畫中。
在十九世紀末、二十世紀初，正當鼓吹猶太復國的錫安主義正興盛時，許多哈雷迪教徒卻反對錫安主義；主要理由便是他們深信猶太人在政治上獨立的達成會是藉由上帝的介入，也就是救世主彌賽亞的到來，也因此任何干涉歷史進程的舉動都是違背猶太律法的。虽然大多数哈雷迪教徒反对建立以色列国，并且大多数哈雷迪教徒也不庆祝獨立日或任何其他以色列當局规定的节日，但仍有许多人支持以色列。
2019冠状病毒病在以色列的感染中有一半的確診病人是這些教徒，被認為是他們無視政府規定的結果，但是有為數不少的哈雷迪教派拉比，都立即公開呼籲信徒務必遵守政府防疫命令，並關閉宗教學校，包括總理在內的許多以色列高階官員至少兩次因為接觸了被感染的哈雷迪猶太教徒而必須隔離，其中一次被感染的教徒是應該負責領導防疫的衛生部長，該次疫情更凸顯了哈雷迪教派的爭議，也可從上述描述中理解為何以色列疫情會擴大。

#### 教育
在現代以色列，哈雷迪教徒的教育體制（Mamlachti dati）是與一般以色列人分離的，哈雷迪學校極其強調研讀猶太經典。哈雷迪學校受到以色列政府的支持，但是教育部卻無權干涉老師的聘用與解雇和學生的註冊；學校的經費主要來自於外界的捐款，尤其是來自於美國。自14歲起，許多哈雷迪男孩便不再學習任何世俗的科目（科學、數學、外語），轉而專注在猶太律法的研讀。由於哈雷迪教育與主流社會完全脫節（許多學校甚至連電腦都沒有），並導致許多成年的哈雷迪教徒並不具備專業能力以面臨社會和經濟的需求，政府甚至會發放津貼給予哈雷迪，造成以色列政府沉重的負擔，因此在國內有許多人士要求立法強制規定哈雷迪學校應教導學生核心科目（如數學、英語、科學和公民等），但目前仍礙於哈雷迪社群保守勢力龐大而未進展。

#### 兵役
哈雷迪拉比也反對哈雷迪青年服兵役，2002年塔爾法案（Tal Law）允許信仰哈雷迪的猶太人可以因為要研究猶太律法而豁免兵役，如此才能確保他們能夠專心研讀；不過該法案在2012年遭最高法院宣告違憲；同年12月以色列內閣通過提案，允許哈雷迪教徒選擇社區服務以替代兵役（替代兵役半年，以色列公民服兵役3年），包括在警察局、消防局、救護車或社福機構服務，但仍然形同免除哈雷迪教徒兵役，引起反對黨和社會反彈。目前至少有1000名哈雷迪自願入伍。
2024年6月25日，以色列最高法院作出裁决，要求政府将极端正统派的犹太经学院学生纳入征兵范围。11月17日，以色列国防军发起对极端正统派犹太人的征兵令。

#### 男女分離
哈雷迪堅守男女分離也在以色列造成很大的爭議，部分公車（קו מהדרין）甚至遵循哈雷迪律法，規定男性坐在前面的位置，而女性只能坐在後面的座位。近來屢次傳出有哈雷迪教徒向其他信仰現代猶太教的女性丟擲物品、抗議、怒罵她們的穿著不得體，對象甚至只是小學女生，這些事項引爆2012年以色列各地民眾遊行抗議反對哈雷迪歧視女性，群眾甚至故意搭上堅守哈雷迪常律的公車以示抗議。

#### 政治
哈雷迪教徒非常關切政治上的權益，長期以團結投票方式促成有益哈雷迪的社會福利法通過。
目前以色列國內主要由哈雷迪社群所支持的政黨主要有夏斯黨、以色列聯盟（אגודת ישראל）、摩西五經旗幟（דגל התורה），這三個極端保守的政黨在以色列國會都佔有席次，其中夏斯黨更在2006年選舉追平主要左翼政黨以色列工黨的席次，2009年以色列議會選舉更超越該黨，目前仍是國會裡第四大黨，並長期參與執政聯盟。

### 美國
美國擁有第二多的哈雷迪教徒；在2010年約有36萬人（佔總猶太人口的7.2%），曼徹斯特大學則在2006年估計有46萬8000人。1988年另一個研究則指出，紐約市布魯克林威廉斯堡約4萬至5萬7千的哈雷迪教徒；該區的自治市公園附近幾乎都是哈雷迪教徒，其中多數是哈西迪。紐約州還擁有兩個主要以哈雷迪組成的村莊齊亞斯喬伊爾和新广场，在此兩地主要語言皆是使用意第緒語，交通標誌也都以意英雙語標示。

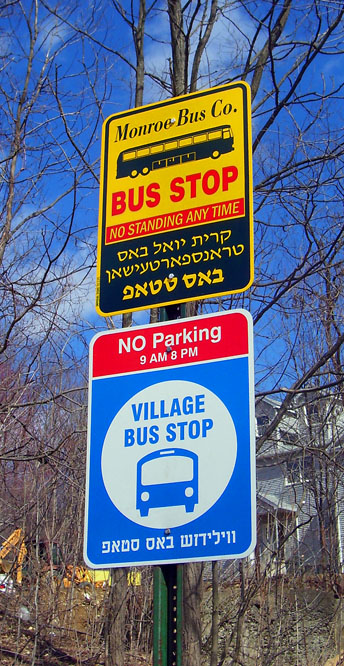
在美國紐約州齊亞斯喬伊爾同時標示意第緒語和英語的路標。

擁有較大的哈雷迪社區的地區包括紐約州（紐約市布魯克林和Monsey）、紐澤西州（萊克伍德和巴賽克）、加州洛杉磯、伊利諾州芝加哥、俄亥俄州克里夫蘭、馬里蘭州巴爾的摩。

### 歐陸西部
約有25,000人分布於法國，大多數是來自米茲拉希非洲後裔，主要的哈雷迪社群分布在巴黎、史特拉斯堡和里昂。在比利時安特衛普亦有相當重要的哈雷迪社群，主要是中歐猶太人後裔。其他擁有一定規模的哈雷迪社區的西歐城市包括瑞士蘇黎世和巴塞爾、荷蘭阿姆斯特丹；另外在奧地利維也納也有一個哈雷迪社區。

### 英國
在英國，最大的哈雷迪社群在倫敦、索爾福德、伯里和蓋茨黑德，主要來自於中歐移民。目前英國哈雷迪人數快速上升。

## 延伸阅读
- Batnitzky, Leora. . Princeton University Press. 2011. ISBN 9781400839711.
- anonymous (BBC). . BBC. 2009-04-03  [2013-08-07]. （原始内容存档于2009-04-07）.
- Ben-Yehuda, Nachman. . Oxford University Press. 2010. ISBN 9780199813230.
- Brown, Mick. . The Daily Telegraph. 2011-02-25  [2013-08-02]. （原始内容存档于2020-07-29）.
- Bryant, Clifton D. D. . Routledge International Handbooks. CRC Press. 2012. ISBN 978-1134015573.
- Chavkin, Sasha; Nathan-Kazis, Josh. . New York World and the Jewish Daily Forward. 2011-11-04  [2013-08-02]. （原始内容存档于2020-09-23）.
- Cohen, Asher; Susser, Bernard. . JHU Press. 2000. ISBN 978-0801863455.
- Cohen, Yoel. . . Routledge Jewish Studies Series. Routledge. 2012: 77–95. ISBN 978-1136338588.
- Dashefsk, Arnold; Sheskin, Ira M. . Springer. 2012. ISBN 9789400752047.
- Ettinger, Yair. . Haaretz. 2011-04-21  [2013-08-02]. （原始内容存档于2015-11-24）.
- Ettinger, Yair. . Haaretz. 2011-09-23  [2013-08-07]. （原始内容存档于2015-11-24）.
- Graham, David; Vulkan, Daniel.  (PDF). Board of Deputies. June 2008  [2013-08-09]. （原始内容 (PDF)存档于2013-10-23）.
- Graham, David; Vulkan, Daniel.  (PDF). Institute for Jewish Policy Research & Board of Deputies. May 2010  [2013-08-09]. （原始内容 (PDF)存档于2011-07-18）.
- Harris, Ian Charles. . Longman Current Affairs. 1992  [2020-10-03]. ISBN 978-0-582-08695-1. （原始内容存档于2017-04-22）.
- Haughney, Christine. . New York Times. 2011-10-19  [2013-08-02]. （原始内容存档于2018-08-14）.
- Heller, Moshe. . Yedioth Ahronoth. 2012-08-06  [2013-08-06]. （原始内容存档于2020-09-22）.
- Hoffman, Seymour. . Mondial. 2011. ISBN 9781595691965.
- Melman, Yossi. . Carol Pub. Co. 1992. ISBN 9781559721295.
- Heilman, Samuel C. . Mittleman, Alan L.; Licht, Robert A.; Sarna, Jonathan D.  (编). . Rowman & Littlefield. 2002. ISBN 978-0742521223.
- Ilan, Shahar. . Haaretz. 2012-07-12  [2013-08-02]. （原始内容存档于2017-03-16）.
- Landau, David. . Secker & Warburg. 1993. ISBN 9780436241567.
- Pinter, Abraham. . The Jewish Chronicle. 2010-06-24  [2013-08-09]. （原始内容存档于2020-09-22）.
- Rosenberg, Oz. . Haaretz. 2011-10-16  [2013-08-07]. （原始内容存档于2014-12-23）.
- Sharkansky, Ira. . . Lynne Rienner. 1996. ISBN 9781555876784.
- Sharon, Jeremy. . Jerusalem Post. 2012-04-10  [2013-08-07]. （原始内容存档于2020-10-25）.
- Stadler, Nurit. . NYU Press. 2009: 4. ISBN 9780814740491.
- Starr Sered, Susan. . Frankel, Jonathan  (编). . Oxford University Press. 2001. ISBN 978-0195349771.
- Tessler, Yitzhak. . Yedioth Ahronoth. 2013-03-28  [2013-08-07]. （原始内容存档于2020-11-11）.
- Weintraub, Aviva. . Abramovitch, Ilana; Galvin, Seán  (编). . Brandeis series in American Jewish history, culture, and life. UPNE. 2002. ISBN 9781584650034.
- Wise, Yaakov. . University of Manchester. 2007-07-23  [2013-08-09]. （原始内容存档于2013-10-17）.
- Wynne-Jones, Jonathan. . Daily Telegraph. 2006-11-26  [2013-08-09]. （原始内容存档于2017-11-08）.
- Zeveloff, Naomi. . The Jewish Daily Forward. 2011-10-28  [2013-08-02]. （原始内容存档于2015-04-08）.
- Hirshman, Yechezkel. . MAZO PUBLISHERS. 2007. ISBN 9789657344385.